# Englische Bulldogge
Die Englische Bulldogge (English Bulldog) ist eine von der FCI anerkannte britische Hunderasse (Gruppe 2, Sektion 2.1, Standard Nr. 149).

## Herkunft und Geschichtliches

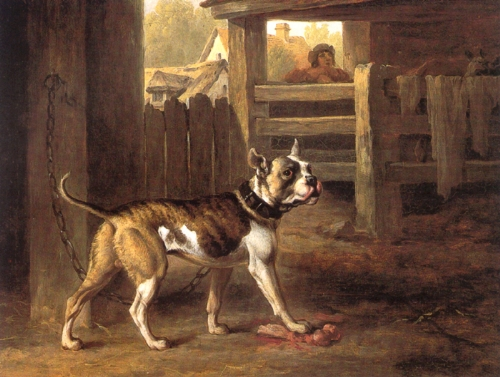
Englische Darstellung eines Bulldogs von 1790 (Philip Reinagle)

Ihr Ursprung ist nach einer Theorie etwa im 6. Jahrhundert v. Chr. zu suchen, als mit Britannien Handel treibende Phönizier ihre aus der Levante mitgebrachten Molosser mit britannischen doggenartigen Hunden kreuzten.
Erstmals erwähnt wird der Hund im 13. Jahrhundert unter dem Namen Bonddog (von englisch bond „fesseln“) bzw. Bolddog (von bold „kühn“). Der heutige Name taucht etwa im 17. Jahrhundert auf. Die Englische Bulldogge wurde als Bullenbeißer, eine Art von Kampfhund, eingesetzt: Ihr Metier war der Kampf gegen Bullen (Bullbaiting). Bei der Zucht wurde damals im Charakter des Hundes auf „Mut“ und Aggressivität, äußerlich auf eine kurze Schnauze, breite Kiefer und eine zurückgenommene Nase Wert gelegt. Die zurückliegende Nase hatte den Zweck, dass der Hund sich in die Nase des Bullen verbeißen konnte und dabei weiter gut Luft bekam.

„Zahlreichen Berichten zufolge soll es unter diesen ersten Bulldogs auch Hunde gegeben haben, die selbst mit gebrochenen Läufen oder von den Hörnern aufgerissenen Bäuchen den Stier wieder angriffen. Nur der Hund, der „game“ (entschlossen, furchtlos) genug war bis zum Tode zu kämpfen, galt als echter Bulldog. Verbiß sich einer der Hunde an einer anderen Stelle, so wurde er als unrein, nicht der Rasse zugehörig, angesehen und von weiteren Kämpfen ausgeschlossen, was einem Todesurteil gleichkam. Im Anschluß an den Kampf konnte der gehetzte Bulle vom Metzger geschlachtet werden. Die Hundezüchter nutzten diese Gelegenheit und ließen ihre Welpen sich im blutigen Stierschädel verbeißen, um sie auf ihre späteren Kämpfe vorzubereiten.“

In späteren Zeiten wurde er auch auf andere große Tiere gehetzt. Auch kamen immer mehr Hundekämpfe in Mode, im 19. Jahrhundert wurden sie in Großbritannien gänzlich verboten (1835). Mit dem Verbot verschwand auch fast die Rasse der Bulldogge.
1864 wurde „The Bulldog Club“ gegründet – der erste Rassehunde-Klub weltweit. Er verschwand zwar wieder sehr schnell, legte aber erstmals einen Rassestandard fest. 1875 wurde der „Bulldog Club Incorporated“ gegründet, der von da ab die Zuchtregie übernahm. Ab sofort wurde auf Verträglichkeit Wert gelegt. Ein Kampfhund war nicht mehr gefragt, sondern der friedliche Familienhund.

„Der Grundzug des Bulldogcharakters ist Gutmütigkeit, ein gewisses Phlegma, beides aber nur solange, als sich nichts ereignet oder ihnen begegnet, was ihre schlummernden Leidenschaften auslöst. Es liegt hierin ein scheinbarer Widerspruch, man kann es aber nicht anders bezeichnen, als daß Phlegma und Leidenschaft unvermittelt nebeneinander ruhen. In dem Ausbruch ihrer Leidenschaft liegt eine ungeheure Beharrlichkeit, ebenso in dem ihres Willens. Man hat oft dies Unvermittelte für Jähzorn gehalten, ich möchte dies mehr als eine äußerst heftig einsetzende Willensbetätigung bezeichnen, wozu sich ein unentwegtes Festhalten an einem einmal gefaßten Entschluß gesellt.“

Im Januar 2009 kündigte der britische Kennel Club eine grundlegende Revision seines Standards an. In Zukunft soll die Gesundheit und das Wohlergehen der Hunde im Mittelpunkt stehen. Deshalb soll auf übertriebene Merkmale wie zu kurze Nase, zu große Köpfe, besonders faltiges Gesicht, zu kurze Läufe verzichtet und eine nachhaltige Verbesserung der Atmung sichergestellt werden. Auch sollen Maßnahmen ergriffen werden, die zu einem Rückgang der Kaiserschnittquote, der Fruchtbarkeitsprobleme und der Welpensterblichkeit führen sollen. Der dabei als Entwurf zur Diskussion vorgelegte Interimsstandard stieß bei Züchtern auf massiven Widerstand, wozu u. a. in einer Petition aufgerufen wurde. Ihrer Auffassung nach sei der Bulldog gesund und bedürfe keines geänderten Standards. Der Kennel Club verabschiedete dennoch im Oktober 2009 diesen jetzt verbindlichen neuen Standard. Die FCI hat diesen Standard am 13. Oktober 2010 übernommen. Der ACEB, der in Deutschland das Zuchtbuch führte, wurde 2011 vom VDH ausgeschlossen. Der VDH nimmt die Zucht- und Zuchtbuchhoheit für den Englisch Bulldog selbst wahr.

## Beschreibung
Die Englische Bulldogge ist mit 25 kg für ihre Größe ein schwerer Hund. Das Haar ist von feiner Struktur, kurz, dicht und glatt. Es kann auch gestromt, rot in allen Schattierungen, falb, rehbraun und so weiter sein, ebenso weiß und gescheckt, nur schwarz ist unerwünscht.
Der Kopf, der im Verhältnis zum Körper mäßig groß und massig sein soll, hat eine kurze Schnauze. Auffällig ist auch die sehr breite Brust und das eher schmale Hinterteil. Die Ohren sind hoch angesetzt, stehen weit auseinander, hoch über den Augen, klein und dünn – sogenannte „Rosenohren“. Die Rute ist tief angesetzt, tritt an der Wurzel ziemlich gerade heraus und ist dann nach unten gebogen. Weder eine fehlende, noch eine eingewachsene Rute (Korkenzieherrute) ist bei einer Englischen Bulldogge erwünscht.

## Wesen
Der FCI-Rassestandard beschreibt die ideale Englische Bulldogge als „Aufmerksam, kühn, loyal, zuverlässig, mutig, grimmig im Aussehen, aber liebenswürdig im Wesen.“ Der Österreichische Bulldog-Klub schreibt, der Hund sei nicht schwierig zu erziehen, wenn man berücksichtige, dass er nichts von unbedingtem Gehorsam hält.

## Gesundheit
Die Englische Bulldogge gehört zu den brachycephalen Rassen und ist – in individuell unterschiedlichem Maß – von damit verbundenen gesundheitlichen Problemen betroffen. Übertypisierungen und Extremzucht führen in manchen Fällen zu Qualzucht. Vielfach ist bei derart gezüchteten Tieren eine natürliche Geburt nicht mehr möglich und ihre Welpen müssen per Kaiserschnitt zur Welt geholt werden.
Verschiedene Züchter bevorzugten die Schaffung neuer Rassen wie der Olde English Bulldogge oder der neuen Schweizer Rasse Continental Bulldog, wobei es sich aber erst mit der Zeit erweisen muss, welchen Einfluss dies auf die Gesundheit der neu gezüchteten Tiere hat. Der Britische Kennel Club hat – wie bereits erwähnt – 2009 einen neuen Standard festgelegt, bei dem der Gesundheit der Hunde mehr Aufmerksamkeit gewidmet wird.

## Situation in den Niederlanden
In den Niederlanden ist die Zucht von kurznasigen Hunden aller Rassen, einschließlich der Mischlinge, grundsätzlich als Qualzucht verboten, soweit deren Nasenlänge nicht mindestens ein Drittel der Kopflänge beträgt.
In einer Mitteilung des Ministeriums LNV (Ministerium für Landwirtschaft, Natur und Lebensmittelqualität) wurde bekanntgegeben, dass ab sofort begonnen wird, anhand von Kontrollen dieses Gesetz durchzusetzen. im Fokus stehen insbesondere wegen möglichem Atemwegssyndrom (BOAS) alle brachycephalen Rassen.